# Sibarco
Sibarco es un centro poblado del municipio de Baranoa, departamento del Atlántico, República de Colombia. Tiene una población aproximada de 1749 habitantes.
Sibarco es uno de los tres corregimientos del municipio de Baranoa, en el  departamento del atlántico. Está relacionado como una de las comunidades indígenas en el siglo XVI, según narra el antropólogo Aquiles Escalante. Por ello es un pueblo muy antiguo.

## Gobierno
El alcalde municipal puede dotar a los centros poblados de su municipio (siempre y cuando estos no este bajo jurisdicción de un Corregimiento) de un Inspector de policía, quien es nombrado por concurso. Si el Concejo municipal le otorga una JAL, este debe ser reemplazado por un Corregidor.

## Información General
Está situado a unos 5 kilómetros del  área urbana de Baranoa tomando la vía Río Mar que conduce al balneario de Santa Verónica (Juan de Acosta) 
El poblado está rodeado de las montañas de Pájaro y Santa Rosa.
El corregimiento de Sibarco pertenece legal y formalmente al municipio de Baranoa desde el 4 de diciembre de 1886.
Situado en 10°48′54.4″ N 74°58′30.3″ O.